# Estación de Bilbao Concordia
La estación de Bilbao La Concordia, también llamada estación de La Concordia y conocida coloquialmente como estación de Santander, es una estación ferroviaria terminal de la capital vizcaína, Bilbao, en el País Vasco (España).
En la actualidad, ofrece servicios de cercanías y media distancia (regionales) operados por Renfe Cercanías AM, siendo punto de partida de las líneas C-4 (Bilbao–Valmaseda) y R-3b (Bilbao–Carranza) de la red de ferrocarriles suburbanos de la provincia, así como de las líneas regionales R-3 (Bilbao–Santander) y R-4 (Bilbao–León). Es contigua a la estación de Abando Indalecio Prieto, formando parte de su sistema intercambiador de transportes desde hace décadas; su inmueble, de hecho, es hoy en día el más veterano del complejo, que en su origen también englobaba a la antigua estación de La Naja, situada bajo sí. Además, es cabecera o estación intermedia de los itinerarios del Transcantábrico.
Inaugurada en 1898 como cabecera este del ferrocarril de Bilbao a Santander, y concluida en 1902, su edificio singular de estilo modernista es una de las joyas arquitectónicas de la villa. Su fachada y característico rosetón son, junto con el teatro Arriaga, puntos referentes de la zona del Arenal bilbaíno, y está considerada como uno de los patrimonios más genuinos del Bilbao de la Belle Époque. En 2007 acabaron las obras de renovación de la estación, que han dado un cambio total al interior de la misma. También se restauró su fachada principal y se arregló el acceso a la estación de Abando Indalecio Prieto. En un futuro, con la reforma integral de esta última, se prevé que deje de ofrecer servicios ferroviarios (que serían reubicados a la nueva terminal), quedando el icónico inmueble libre para otros usos, aún por definir.

## Historia

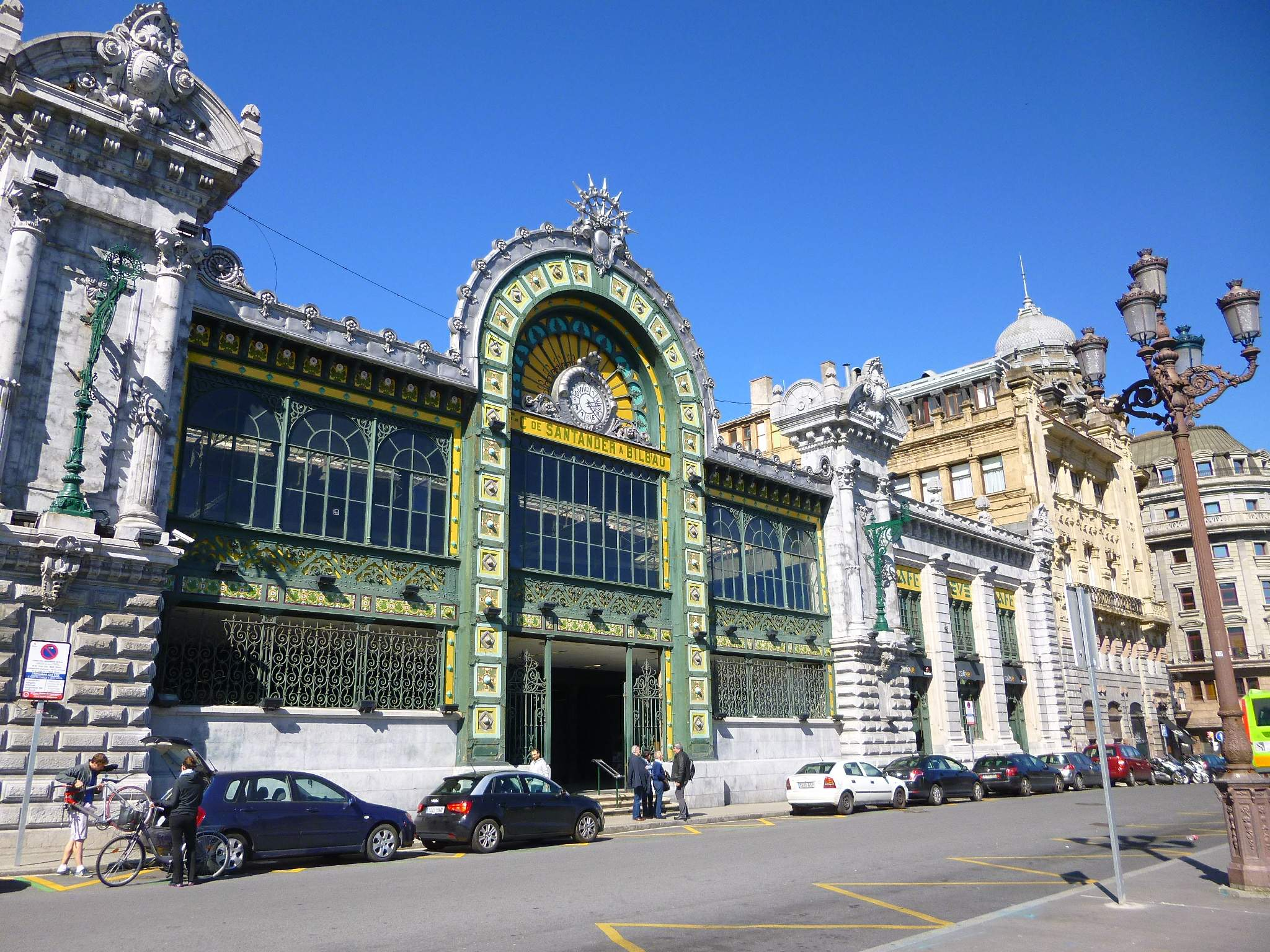
Fachada exterior.

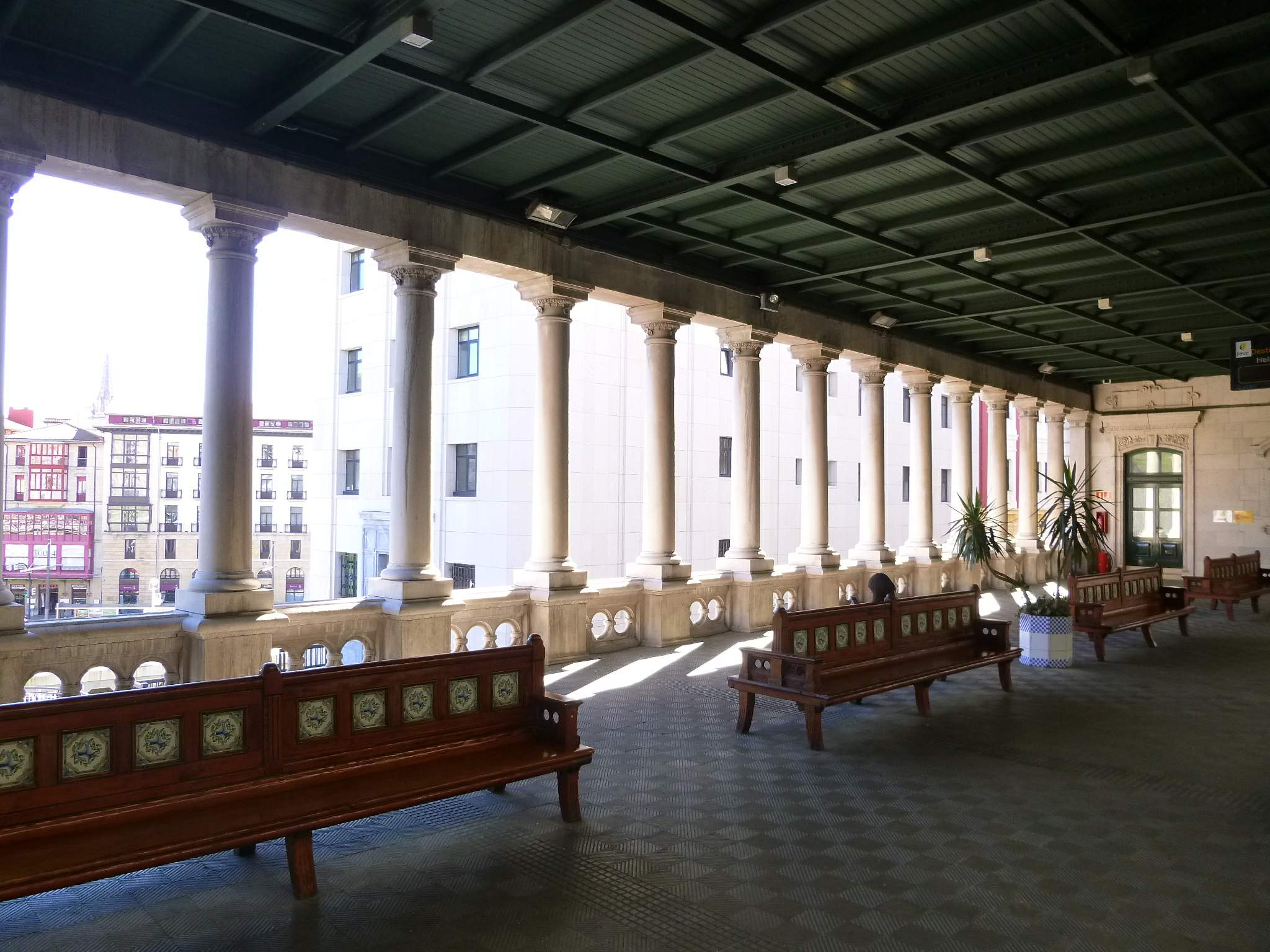
Interior.

Las líneas de vía estrecha nacen en el siglo XIX en la cornisa cantábrica para salvar las dificultades orográficas, debido al elevado coste que suponía la instalación de tendidos de vía ancha.
La estación está situada en el borde del nuevo ensanche bilbaíno al borde de la ría del Nervión, elevada sobre la misma mostrándose como un balcón sobre el entonces núcleo central de Bilbao, el Casco Viejo también llamado Siete Calles. Este mismo punto había sido elegido por la artillería carlista en el asedio a la ciudad en la última de sus guerras. La céntrica situación elegida ha sido clave para el mantenimiento del servicio.
Fue proyectada por el ingeniero Valentín Gorbeña (que también impulsó el Ferrocarril del Cadagua) y el arquitecto Severino Achúcarro que había colaborado en el Plan del Ensanche en 1876. Esta estación era cabecera de línea en Vizcaya de la Compañía del Ferrocarril de Santander a Bilbao que fue una unión de tres ferrocarriles anteriores: el del Cadagua, entre Zorroza y Balmaseda; el de Zalla a Solares; y el de Solares a Santander. En su concepción era una estación mixta de pasajeros y mercancías. Se inauguró en 1902. Tras el traspaso de dicha compañía a FEVE todo el patrimonio de compañía privada, incluida la estación de La Concordia, pasa a manos de esta empresa pública.
En el año 2007 fue restaurada y reformada adaptándola al tráfico moderno y a la normativa actual sobre movilidad. También se prepara para poder realizar en sus instalaciones actos sociales, conciertos y presentaciones.
En el año 2008 se comienzan las obras de instalación del centro de control de tráfico para todas las líneas férreas que tienen su origen en ella: 391 km de recorrido. La obra, adjudicada en enero de 2008 por un importe de 1.148.084 euros, ha recaído en la firma de arquitectura IMB, y consistirá en la demolición interior uno de los dos edificios existentes en el andén para la construcción de otro que tenga un gran espacio diáfano y un mirador hacia la sala de control para dar posibilidad de ver los trabajos que se realizan en la misma.

## Origen del nombre
El nombre de Concordia lo toma la estación del lugar donde se ubicó, en donde existían unos pabellones en donde se realizó una reunión muy numerosa que acabó con acuerdo, con «concordia», pasándose a denominar de esa forma el lugar de forma popular.
Una de las principales inversiones del siglo XIX en Bilbao fue 1857 cuando se creó la compañía del Ferrocarril Tudela-Bilbao. Movilizó un gran volumen de capitales de numerosas familias bilbaínas. Cuando unos años después la compañía suspendió pagos, este hecho causó desolación en Bilbao y muchas tensiones en los inversores. En una reunión que se celebró en un almacén de la compañía ferroviaria junto a la estación se llegó a un acuerdo. En recuerdo a este acontecimiento, los terrenos adjuntos se les denominó la concordia.

## Servicios ferroviarios

### Regionales
Los trenes regionales, operados por Renfe Cercanías AM, que realizan el recorrido Santander - Bilbao (línea R-3f) y Bilbao - Léon (línea R-4f) tienen parada en la estación.

### Cercanías
Forma parte de la línea C-4 (Bilbao - La Calzada) de Cercanías Bilbao. Tiene una frecuencia de trenes cercana a un tren cada treinta o sesenta minutos en función de la franja horaria. La cadencia disminuye durante los fines de semana y festivos.

## Otros servicios
- Cafetería
- Tiendas